# Салентин V фон Изенбург
Салентин V фон Изенбург (на немски: Salentin V von Isenburg; † 30 ноември 1420) от фамилията Изенберг е господар на Изенбург-Гренцау.
Той е син на Салентин IV фон Изенбург-Гренцау († сл. 1364) и съпругата му Катарина фон Золмс († сл. 1399), дъщеря на граф Йохан I фон Золмс-Спонхайм († 1354/1356) и Ирмгард фон Билщайн († сл. 1371).

## Фамилия
Салентин V се жени пр. 6 май 1371 г. за Аделхайд фон Изенбург-Аренфелс († сл. 1401), дъщеря на Герлах II фон Изенбург-Аренфелс († 1371) и втората му съпруга Демут фон Нойенар († сл. 1364). Те имат децата: 
- Салентин VI фон Изенбург-Гренцау († 1458), женен I. за Аделхайд фон Изенбург-Бюдинген-Гренцау, дъщеря на Еберхард фон Изенбург-Гренцау (1356 – 1399) и Мехтилд фон Марк († 1406), II. 1396 г. за нейната сестра Мария фон Изенбург († 1396)
- Герлах фон Изенбург-Гренцау († сл. 1398), каноник в Трир
- Катарина фон Изенбург-Гренцау († сл. 15 юни 1341), омъжена пр. 17 януари 1395 г. за Филип II фон Изенбург-Гренцау († 1439/1440), син на Еберхард фон Изенбург-Гренцау и Мехтилд фон Марк
- Йохан († сл. 1420)
- Салентин ? († сл. 1417)
- Ирмгард?
- Робин? (* пр. 1369; († сл. 1401)

Той има от неизвестна жена:
- Зивард Занде фон Изенбург